# Musaranya aquàtica pirinenca
La musaranya aquàtica pirinenca (Neomys fodiens) és la musaranya de mida més gran dels Països Catalans.

## Descripció
La característica que la distingeix de la resta de musaranyes és la cua: de secció cilíndrica, prima i tan llarga com el cos, és resseguida per la part inferior, des de la base fins a la punta, per una filera de pèls rígids que formen una quilla. Uns pèls semblants ressegueixen la vora externa de les potes. Les orelles queden amagades entre el pelatge del cap, no té pèls llargs sobresortints entre els ordinaris i les dents tenen les puntes d'un color vermell intens, que en els individus vells es pot haver descolorit més o menys.
A la boca hi té unes glàndules que secreten una saliva d'acció neurotòxica pels petits vertebrats -com, per exemple, granotes- que formen part de la seva alimentació. Tanmateix, les seves dents no són capaces de perforar la pell de grans mamífers, com ara els humans.
La coloració dorsal és grisa pissarra molt fosca, gairebé negra, i el ventre exhibeix tons des de blancs o groguencs fins a marrons clars. La línia que separa les dues coloracions queda ben marcada. Sovint presenta una taca blanca a la part interna de l'orella i una altra darrere l'ull. La cua és unicolor: bruna fosca amb la quilla platejada. El pelatge és més fosc a l'hivern que a l'estiu.
Dimensions corporals: cap + cos (6,2-9,5 cm) i cua (4,6 + 6,8 cm).
Pes: 10-22 g.

## Hàbitat
Vores de torrents i rius de muntanya no gaire cabalosos i d'aigües fresques i oxigenades, si bé pot construir el niu a una certa distància. Se la pot trobar força allunyada de l'aigua, però sempre en indrets molt humits.

## Costums
De costums semiaquàtics, neda per la superfície amb moviments ràpids i també es pot capbussar, gràcies al fet que s'unta el pèl amb greix per impermeabilitzar-lo.
Activa tant de dia com de nit, el màxim d'activitat, però, el presenta en eixir el sol.

## Sinònims
- albiventris, de Sélys Longchamps, 1839.
- albus, Bechstein, 1800.
- alpestris, Burg, 1924.
- aquaticus, Müller, 1776.
- argenteus, Ogniov, 1922.
- bicolor, Shaw, 1791.
- brachyotus, Ogniov, 1800.
- canicularius, Bechstein, 1800.
- carinatus, Hermann, 1780.
- ciliatus, Sowerby, 1805.
- collaris, Desmarest, 1818.
- dagestanicus, Heptner i Formózov, 1928.
- daubentonii, Erxleben, 1777.
- eremita, Meyer, 1793.
- fimbriatus, Fitzinger, 1868.
- fluviatilis, Bechstein, 1793.
- griseogularis, Fitzinger, 1868.
- hermanni, Duvernoy, 1835.
- hidrophilus, Pallas, 1811.
- ignotus, Fatio, 1905.
- intermedius, Cornalia, 1870.
- intermedius, Brunner, 1952.
- leucotis, de Sélys Longchamps, 1839.
- limchunhunii, Won, 1954.
- lineatus, E. Geoffroy, 1811.
- linneana, Gray, 1838.
- liricaudatus, Kerr, 1792.
- longobarda, Sordelli, 1899.
- macrourus, Lehmann, 1822.
- minor, Miller, 1901.
- musculus, Wagler, 1832.
- naias, Barrett-Hamilton, 1905.
- nanus, Lydekker, 1906.
- natans, Brehm, 1826.
- niethammeri, Bühler, 1963.
- nigricans, Nilsson, 1845.
- nigripes, Melchior, 1834.
- orientalis, Hinton, 1915.
- orientis, Thomas, 1914.
- pennantii, Gray, 1838.
- psilurus, Wagler, 1832.
- remifer, E. Geoffroy, 1811.
- rivalis, Brehm, 1830.
- sowerbyi, Bonaparte, 1840.
- stagnatilis, Brehm, 1826.
- stresemanni, Stein, 1931.
- watasei, Kishida, 1930.
- watasei, Kuroda, 1941.

## Espècies semblants
La musaranya aquàtica mediterrània també té una quilla de pèls sota la cua, però no la ressegueix de dalt a baix, sinó solament la punta.